# Единый день голосования 9 сентября 2018 года

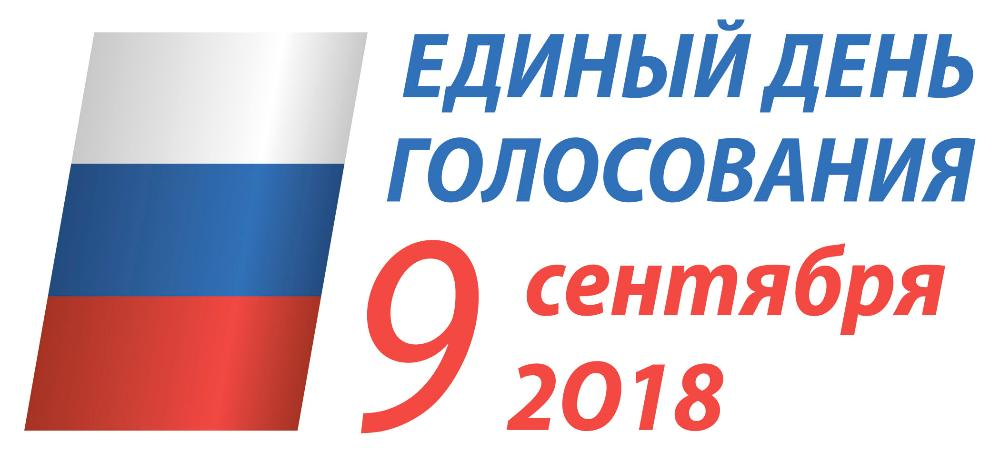
Логотип Единого дня голосования в России 9 сентября 2018 года

В единый день голосования 9 сентября 2018 года в Российской Федерации прошли выборные кампании различного уровня, включая дополнительные выборы 7 депутатов в Государственную думу, выборы глав 26 субъектов федерации (22 прямых и 4 через голосование в парламенте), и выборы депутатов законодательных (представительных) органов государственной власти в 16 субъектах Российской Федерации.
В регионах, где губернаторы ушли в отставку после 9 июня, выборы пройдут в единый день голосования 2019 года.

## Дополнительные выборы в Государственную думу VII созыва
17 июня 2017 года скончался депутат Государственной думы VII созыва и бывший глава города Саратова Олег Грищенко, избранный по Саратовскому одномандатному округу.
3 октября 2017 года депутат Государственной думы Владимир Васильев, избранный по Заволжскому одномандатному избирательному округу, был назначен временно исполняющим обязанности главы Дагестана.
9 октября 2017 года депутат Государственной думы Михаил Исаев, избранный по Балашовскому одномандатному избирательному округу, был назначен исполняющим обязанности мэра Саратова.
17 января 2018 года депутат Государственной думы Владимир Панов, избранный по Нижегородскому избирательному округу, был избран мэром Нижнего Новгорода Городской думой Нижнего Новгорода.
18 апреля 2018 года депутат Государственной думы Алексей Силанов, избранный по Центральному избирательному округу, был избран главой Калининграда, 10 мая Государственная дума прекратила полномочия депутата.
13 июня 2018 года Государственная Дума прекратила полномочия Ивана Абрамова и Надежды Колесниковой. Они были избраны по Амурскому и Самарскому избирательным округам.
Дополнительные выборы депутатов по данным округам состоялись в единый день голосования 9 сентября 2018 года.
| № | Одномандатный округ                            | Бывший депутат                                    | Явка    | Кандидаты | Кандидаты         | Партия              | Результат | Результат |
| - | ---------------------------------------------- | ------------------------------------------------- | ------- | --------- | ----------------- | ------------------- | --------- | --------- |
| 1 | Саратовский № 163 · ( Саратовская область)     | О. В. Грищенко (Единая Россия) до 23 июня 2017    | 16,05 % |           | О. Н. Алимова     | КПРФ                | 35 400    | 45,35 %   |
| 1 | Саратовский № 163 · ( Саратовская область)     | О. В. Грищенко (Единая Россия) до 23 июня 2017    | 16,05 % |           | Д. С. Пьяных      | ЛДПР                | 12 499    | 16,01 %   |
| 1 | Саратовский № 163 · ( Саратовская область)     | О. В. Грищенко (Единая Россия) до 23 июня 2017    | 16,05 % |           | С. М. Березина    | Справедливая Россия | 10 101    | 12,94 %   |
| 1 | Саратовский № 163 · ( Саратовская область)     | О. В. Грищенко (Единая Россия) до 23 июня 2017    | 16,05 % |           | А. В. Каргополов  | Партия пенсионеров  | 7934      | 10,16 %   |
| 1 | Саратовский № 163 · ( Саратовская область)     | О. В. Грищенко (Единая Россия) до 23 июня 2017    | 16,05 % |           | А. И. Гришанцов   | Коммунисты России   | 5310      | 6,80 %    |
| 1 | Саратовский № 163 · ( Саратовская область)     | О. В. Грищенко (Единая Россия) до 23 июня 2017    | 16,05 % |           | К. А. Свердлова   | Яблоко              | 4110      | 5,27 %    |
| 2 | Заволжский № 180 · ( Тверская область)         | В. А. Васильев (Единая Россия) до 11 октября 2017 | 24,33 % |           | С. А. Веремеенко  | Единая Россия       | 47 263    | 36,21 %   |
| 2 | Заволжский № 180 · ( Тверская область)         | В. А. Васильев (Единая Россия) до 11 октября 2017 | 24,33 % |           | В. Г. Соловьёв    | КПРФ                | 27 177    | 20,82 %   |
| 2 | Заволжский № 180 · ( Тверская область)         | В. А. Васильев (Единая Россия) до 11 октября 2017 | 24,33 % |           | Л. Н. Булатов     | ЛДПР                | 15 706    | 12,03 %   |
| 2 | Заволжский № 180 · ( Тверская область)         | В. А. Васильев (Единая Россия) до 11 октября 2017 | 24,33 % |           | С. А. Юровский    | Справедливая Россия | 13 521    | 10,36 %   |
| 2 | Заволжский № 180 · ( Тверская область)         | В. А. Васильев (Единая Россия) до 11 октября 2017 | 24,33 % |           | А. А. Гришин      | Партия пенсионеров  | 11 620    | 8,90 %    |
| 2 | Заволжский № 180 · ( Тверская область)         | В. А. Васильев (Единая Россия) до 11 октября 2017 | 24,33 % |           | И. Ю. Клейменов   | Коммунисты России   | 9301      | 7,13 %    |
| 3 | Балашовский № 165 · ( Саратовская область)     | М. А. Исаев (Единая Россия) до 11 октября 2017    | 34,11 % |           | Е. А. Примаков    | Единая Россия       | 104 227   | 65,15 %   |
| 3 | Балашовский № 165 · ( Саратовская область)     | М. А. Исаев (Единая Россия) до 11 октября 2017    | 34,11 % |           | Е. В. Шанина      | Коммунисты России   | 18 481    | 11,55 %   |
| 3 | Балашовский № 165 · ( Саратовская область)     | М. А. Исаев (Единая Россия) до 11 октября 2017    | 34,11 % |           | С. В. Денисенко   | ЛДПР                | 11 575    | 7,24 %    |
| 3 | Балашовский № 165 · ( Саратовская область)     | М. А. Исаев (Единая Россия) до 11 октября 2017    | 34,11 % |           | Н. В. Скворцова   | Справедливая Россия | 9722      | 6,08 %    |
| 3 | Балашовский № 165 · ( Саратовская область)     | М. А. Исаев (Единая Россия) до 11 октября 2017    | 34,11 % |           | Е. С. Червякова   | Партия пенсионеров  | 6505      | 4,07 %    |
| 3 | Балашовский № 165 · ( Саратовская область)     | М. А. Исаев (Единая Россия) до 11 октября 2017    | 34,11 % |           | И. Р. Козляков    | Яблоко              | 2312      | 1,45 %    |
| 3 | Балашовский № 165 · ( Саратовская область)     | М. А. Исаев (Единая Россия) до 11 октября 2017    | 34,11 % |           | С. А. Слепченко   | Самовыдвижение      | 1590      | 0,99 %    |
| 4 | Нижегородский № 129 · ( Нижегородская область) | В. А. Панов (Единая Россия) до 19 января 2018     | 35,50 % |           | Д. В. Сватковский | Единая Россия       | 47 263    | 47,34 %   |
| 4 | Нижегородский № 129 · ( Нижегородская область) | В. А. Панов (Единая Россия) до 19 января 2018     | 35,50 % |           | Н. Ф. Рябов       | КПРФ                | 38 185    | 22,32 %   |
| 4 | Нижегородский № 129 · ( Нижегородская область) | В. А. Панов (Единая Россия) до 19 января 2018     | 35,50 % |           | Т. Б. Гриневич    | Справедливая Россия | 18 444    | 10,78 %   |
| 4 | Нижегородский № 129 · ( Нижегородская область) | В. А. Панов (Единая Россия) до 19 января 2018     | 35,50 % |           | А. М. Круглов     | ЛДПР                | 15 968    | 9,33 %    |
| 4 | Нижегородский № 129 · ( Нижегородская область) | В. А. Панов (Единая Россия) до 19 января 2018     | 35,50 % |           | О. Е. Родин       | Яблоко              | 7665      | 4,48 %    |
| 5 | Центральный № 98 · ( Калининградская область)  | А. Н. Силанов (Единая Россия) до 10 мая 2018      | 20,09 % |           | А. Г. Ярошук      | Единая Россия       | 32 185    | 39,87 %   |
| 5 | Центральный № 98 · ( Калининградская область)  | А. Н. Силанов (Единая Россия) до 10 мая 2018      | 20,09 % |           | И. А. Ревин       | КПРФ                | 18 206    | 22,55 %   |
| 5 | Центральный № 98 · ( Калининградская область)  | А. Н. Силанов (Единая Россия) до 10 мая 2018      | 20,09 % |           | Е. В. Мишин       | ЛДПР                | 11 023    | 13,65 %   |
| 5 | Центральный № 98 · ( Калининградская область)  | А. Н. Силанов (Единая Россия) до 10 мая 2018      | 20,09 % |           | О. В. Куземская   | Партия пенсионеров  | 5538      | 6,86 %    |
| 5 | Центральный № 98 · ( Калининградская область)  | А. Н. Силанов (Единая Россия) до 10 мая 2018      | 20,09 % |           | К. Ю. Дорошок     | Справедливая Россия | 5212      | 6,46 %    |
| 5 | Центральный № 98 · ( Калининградская область)  | А. Н. Силанов (Единая Россия) до 10 мая 2018      | 20,09 % |           | А. С. Орлов       | Коммунисты России   | 4408      | 5,46 %    |
| 6 | Самарский № 158 · ( Самарская область)         | Н. Б. Колесникова (Единая Россия) до 13 июня 2018 | 44,05 % |           | А. Е. Хинштейн    | Единая Россия       | 117 726   | 56,98 %   |
| 6 | Самарский № 158 · ( Самарская область)         | Н. Б. Колесникова (Единая Россия) до 13 июня 2018 | 44,05 % |           | М. А. Абдалкин    | КПРФ                | 29 868    | 14,46 %   |
| 6 | Самарский № 158 · ( Самарская область)         | Н. Б. Колесникова (Единая Россия) до 13 июня 2018 | 44,05 % |           | В. Г. Байков      | Коммунисты России   | 15 288    | 7,40 %    |
| 6 | Самарский № 158 · ( Самарская область)         | Н. Б. Колесникова (Единая Россия) до 13 июня 2018 | 44,05 % |           | Р. В. Синельников | ЛДПР                | 13 318    | 6,45 %    |
| 6 | Самарский № 158 · ( Самарская область)         | Н. Б. Колесникова (Единая Россия) до 13 июня 2018 | 44,05 % |           | А. В. Гусев       | Справедливая Россия | 12 478    | 6,04 %    |
| 6 | Самарский № 158 · ( Самарская область)         | Н. Б. Колесникова (Единая Россия) до 13 июня 2018 | 44,05 % |           | И. Ю. Ермоленко   | Яблоко              | 6758      | 3,27 %    |
| 7 | Амурский № 71 · ( Амурская область)            | И. Н. Абрамов (ЛДПР) до 13 июня 2018              | 31,13 % |           | А. А. Кузьмин     | ЛДПР                | 61 301    | 31,64 %   |
| 7 | Амурский № 71 · ( Амурская область)            | И. Н. Абрамов (ЛДПР) до 13 июня 2018              | 31,13 % |           | Т. А. Ракутина    | КПРФ                | 57 396    | 29,62 %   |
| 7 | Амурский № 71 · ( Амурская область)            | И. Н. Абрамов (ЛДПР) до 13 июня 2018              | 31,13 % |           | К. В. Зимин       | Справедливая Россия | 26 170    | 13,51 %   |
| 7 | Амурский № 71 · ( Амурская область)            | И. Н. Абрамов (ЛДПР) до 13 июня 2018              | 31,13 % |           | Г. Е. Гамза       | Коммунисты России   | 20 556    | 10,61 %   |
| 7 | Амурский № 71 · ( Амурская область)            | И. Н. Абрамов (ЛДПР) до 13 июня 2018              | 31,13 % |           | Г. И. Никишина    | Партия пенсионеров  | 16 676    | 8,61 %    |

## Главы субъектов федерации

### Прямые выборы
| №  | Субъект Федерации          | Выборы                       | Предыдущий глава | Врио главы                                        | Избран                                                                        | Процент голосов                                                               | Явка                                                                          |
| -- | -------------------------- | ---------------------------- | --- | ------------------------------------------------- | ----------------------------------------------------------------------------- | ----------------------------------------------------------------------------- | ----------------------------------------------------------------------------- |
| 1  | Самарская область          | Досрочные выборы губернатора | Н. И. Меркушкин 12 мая 2012 — 25 сентября 2017 (досрочная отставка в связи с назначением представителем президента по взаимодействию с ВКФУН, срок истекал в сентябре 2019) | Д. И. Азаров с 25 сентября 2017                   | Д. И. Азаров                                                                  | 72,63 %                                                                       | 47,93 %                                                                       |
| 2  | Нижегородская область      | Досрочные выборы губернатора | В. П. Шанцев 8 августа 2005 — 26 сентября 2017 (досрочная отставка, срок истекал в сентябре 2019)                                                                           | Г. С. Никитин с 26 сентября 2017                  | Г. С. Никитин                                                                 | 67,75 %                                                                       | 40,50 %                                                                       |
| 3  | Красноярский край          | Досрочные выборы губернатора | В. А. Толоконский 12 мая 2014 — 29 сентября 2017 (досрочная отставка, срок истекал в сентябре 2019)                                                                         | А. В. Усс с 29 сентября 2017                      | А. В. Усс                                                                     | 60,19 %                                                                       | 28,91 %                                                                       |
| 4  | Приморский край            | Досрочные выборы губернатора | В. В. Миклушевский 16 марта 2012 — 4 октября 2017 (досрочная отставка, срок истекал в сентябре 2019)                                                                        | А. В. Тарасенко 4 октября 2017 — 26 сентября 2018 | состоялись, результаты признаны недействительными, назначены повторные выборы | состоялись, результаты признаны недействительными, назначены повторные выборы | состоялись, результаты признаны недействительными, назначены повторные выборы |
| 5  | Орловская область          | Досрочные выборы губернатора | В. В. Потомский 26 февраля 2014 — 5 октября 2017 (досрочная отставка, срок истекал в сентябре 2019)                                                                         | А. Е. Клычков с 5 октября 2017                    | А. Е. Клычков                                                                 | 83,55 %                                                                       | 57,76 %                                                                       |
| 6  | Новосибирская область      | Досрочные выборы губернатора | В. Ф. Городецкий 18 марта 2014 — 6 октября 2017 (досрочная отставка, срок истекал в сентябре 2019)                                                                          | А. А. Травников с 6 октября 2017                  | А. А. Травников                                                               | 64,52 %                                                                       | 29,52 %                                                                       |
| 7  | Омская область             | Досрочные выборы губернатора | В. И. Назаров 30 мая 2012 — 9 октября 2017 (досрочная отставка, срок истекал в сентябре 2020)                                                                               | А. Л. Бурков с 9 октября 2017                     | А. Л. Бурков                                                                  | 82,56 %                                                                       | 43,59 %                                                                       |
| 8  | Ивановская область         | Досрочные выборы губернатора | П. А. Коньков 16 октября 2013 — 10 октября 2017 (досрочная отставка, срок истекал в сентябре 2019)                                                                          | С. С. Воскресенский с 10 октября 2017             | С. С. Воскресенский                                                           | 65,72 %                                                                       | 32,86 %                                                                       |
| 9  | Псковская область          | Досрочные выборы губернатора | А. А. Турчак 16 февраля 2009 — 12 октября 2017 (досрочная отставка, срок истекал в сентябре 2019)                                                                           | М. Ю. Ведерников с 12 октября 2017                | М. Ю. Ведерников                                                              | 70,68 %                                                                       | 36,89 %                                                                       |
| 10 | Воронежская область        | Досрочные выборы губернатора | А. В. Гордеев 12 марта 2009 — 25 декабря 2017 (досрочная отставка, срок истекал в сентябре 2019)                                                                            | А. В. Гусев с 25 декабря 2017                     | А. В. Гусев                                                                   | 72,52 %                                                                       | 44,83 %                                                                       |
| 11 | Кемеровская область        | Досрочные выборы губернатора | А. Г. Тулеев 1 июля 1997 — 1 апреля 2018 (досрочная отставка, срок истекал в сентябре 2020)                                                                                 | С. Е. Цивилёв с 1 апреля 2018                     | С. Е. Цивилёв                                                                 | 81,29 %                                                                       | 66,29 %                                                                       |
| 12 | Амурская область           | Досрочные выборы губернатора | А. А. Козлов 25 марта 2015 — 18 мая 2018 (досрочная отставка в связи с назначением министром, срок истекал в сентябре 2020)                                                 | В. А. Орлов с 30 мая 2018                         | В. А. Орлов                                                                   | 55,60 %                                                                       | 31,24 %                                                                       |
| 13 | Тюменская область          | Досрочные выборы губернатора | В. В. Якушев 24 ноября 2005 — 18 мая 2018 (досрочная отставка в связи с назначением министром, срок истекал в сентябре 2019)                                                | А. В. Моор с 29 мая 2018                          | А. В. Моор                                                                    | 65,86 %                                                                       | 49,01 %                                                                       |
| 14 | Магаданская область        | Выборы губернатора           | В. П. Печёный 3 февраля 2013 — 28 мая 2018 (досрочная отставка, срок истекал в сентябре 2018)                                                                               | С. К. Носов с 28 мая 2018                         | С. К. Носов                                                                   | 81,59 %                                                                       | 39,58 %                                                                       |
| 15 | Якутия                     | Досрочные выборы главы       | Е. А. Борисов 31 мая 2010 — 28 мая 2018 (досрочная отставка, срок истекал в сентябре 2019)                                                                                  | А. С. Николаев с 28 мая 2018                      | А. С. Николаев                                                                | 71,40 %                                                                       | 50,63 %                                                                       |
| 16 | Алтайский край             | Досрочные выборы губернатора | А. Б. Карлин 25 августа 2005 — 30 мая 2018 (досрочная отставка, срок истекал в сентябре 2019)                                                                               | В. П. Томенко с 30 мая 2018                       | В. П. Томенко                                                                 | 53,61 %                                                                       | 37,28 %                                                                       |
| 17 | Московская область         | Выборы губернатора           | А. Ю. Воробьёв 8 ноября 2012 — 14 сентября 2018 | —                                                 | А. Ю. Воробьёв                                                                | 62,52 %                                                                       | 38,51 %                                                                       |
| 18 | Хакасия                    | Выборы главы                 | В. М. Зимин 15 января 2009 — 3 октября 2018 | М. В. Развожаев 3 октября — 15 ноября 2018        | В. О. Коновалов                                                               | 57,57 % (второй тур)                                                          | 45,73 %                                                                       |
| 19 | Владимирская область       | Выборы губернатора           | С. Ю. Орлова 24 марта 2013 — 23 сентября 2018 | —                                                 | В. В. Сипягин                                                                 | 57,03 % (второй тур)                                                          | 38,29 %                                                                       |
| 20 | Хабаровский край           | Выборы губернатора           | В. И. Шпорт 30 апреля 2009 — 17 сентября 2018 | —                                                 | С. И. Фургал                                                                  | 69,57 % (второй тур)                                                          | 47,49 %                                                                       |
| 21 | Москва                     | Выборы мэра                  | С. С. Собянин 21 октября 2010 — 12 сентября 2018 | —                                                 | С. С. Собянин                                                                 | 70,17 %                                                                       | 30,90 %                                                                       |
| 22 | Чукотский автономный округ | Выборы губернатора           | Р. В. Копин 3 июля 2008 — 24 сентября 2018 | —                                                 | Р. В. Копин                                                                   | 57,83 %                                                                       | 60,17 %                                                                       |

### Голосование в парламенте
| № | Субъект Федерации               | Должность  | Предыдущий глава | Врио главы                          | Кандидаты                                       | Дата голосования | Результат                                          |
| - | ------------------------------- | ---------- | --- | ----------------------------------- | ----------------------------------------------- | ---------------- | -------------------------------------------------- |
| 1 | Ненецкий автономный округ       | Губернатор | И. В. Кошин 22 февраля 2014 — 28 сентября 2017 (досрочная отставка, срок истекал в сентябре 2019)                             | А. В. Цыбульский с 28 сентября 2017 | А. Г. Ружников А. В. Смыченков А. В. Цыбульский | 1 октября 2018   | А. В. Цыбульский 12 из 17 депутатов (70 % голосов) |
| 2 | Дагестан                        | Глава      | Р. Г. Абдулатипов 28 января 2013 — 3 октября 2017 (досрочная отставка, срок истекал в сентябре 2018)                          | В. А. Васильев с 3 октября 2017     | В. А. Васильев К. М. Давдиев М. Г. Махмудов     | 9 сентября 2018  | В. А. Васильев 77 из 86 депутатов (89 % голосов)   |
| 3 | Ямало-Ненецкий автономный округ | Губернатор | Д. Н. Кобылкин 16 марта 2010 — 18 мая 2018 (досрочная отставка в связи с назначением министром, срок истекал в сентябре 2020) | Д. А. Артюхов с 29 мая 2018         | Д. А. Артюхов А. Ф. Голубенко В. С. Лагутин     | 9 сентября 2018  | Д. А. Артюхов 14 из 18 депутатов (77 % голосов)    |
| 4 | Ингушетия                       | Глава      | Ю. Б. Евкуров 31 октября 2008 — 8 сентября 2018                                                                               | —                                   | И. С. Богатырёв Ю. Б. Евкуров У. Х. Евлоев      | 9 сентября 2018  | Ю. Б. Евкуров 26 из 30 депутатов (86 % голосов)    |

## Парламенты субъектов федерации
| №  | Субъект федерации         | Выборы                                       | Депутатов     | Избирательная система          | Результат | Явка    | Председателем избран(а)            | В Совет Федерации назначен(а)       |
| -- | ------------------------- | -------------------------------------------- | ------------- | ------------------------------ | --------- | ------- | ---------------------------------- | ----------------------------------- |
| 1  | Башкортостан              | Выборы в Государственное собрание — Курултай | 110           | смешанная (55 проп. + 55 маж.) |           | 49,08 % | К. Б. Толкачёв «Единая Россия»     | И. И. Ялалов «Единая Россия»        |
| 2  | Бурятия                   | Выборы в Народный хурал                      | 66            | смешанная (33 проп. + 33 маж.) |           | 39,55 % | В. А. Павлов «Единая Россия»       | А. Г. Варфоломеев «Единая Россия»   |
| 3  | Калмыкия                  | Выборы в Народный хурал                      | 27            | пропорциональная               |           | 54,03 % | А. В. Козачко «Единая Россия»      | А. П. Майоров «Единая Россия»       |
| 4  | Якутия                    | Выборы в Государственное собрание (Ил Тумэн) | 70            | смешанная (35 проп. + 35 маж.) |           | 50,69 % | П. В. Гоголев «Единая Россия»      | А. К. Акимов «Единая Россия»        |
| 5  | Хакасия                   | Выборы в Верховный совет                     | 50            | смешанная (25 проп. + 25 маж.) |           | 41,85 % | В. Н. Штыгашев «Единая Россия»     | А. А. Жуков «Единая Россия»         |
| 6  | Забайкальский край        | Выборы в Законодательное собрание            | 50            | смешанная (25 проп. + 25 маж.) |           | 22,04 % | И. Д. Лиханов «Единая Россия»      | С. П. Михайлов «Единая Россия»      |
| 7  | Архангельская область     | Выборы в собрание депутатов                  | ▼47 (было 62) | смешанная (23 проп. + 23 маж.) |           | 29,34 % | Е. В. Прокопьева «Единая Россия»   | В. Ф. Новожилов «Единая Россия»     |
| 8  | Владимирская область      | Выборы в Законодательное собрание            | 38            | смешанная (19 проп. + 19 маж.) |           | 32,92 % | В. Н. Киселёв «Единая Россия»      | О. В. Хохлова «Единая Россия»       |
| 9  | Ивановская область        | Выборы в областную думу                      | 26            | смешанная (13 проп. + 13 маж.) |           | 32,91 % | М. А. Дмитриева «Единая Россия»    | В. В. Смирнов «Единая Россия»       |
| 10 | Иркутская область         | Выборы в Законодательное собрание            | 45            | смешанная (23 проп. + 22 маж.) |           | 26,33 % | А. В. Ведерников «Единая Россия»   | С. Ф. Брилка «Единая Россия»        |
| 11 | Кемеровская область       | Выборы в Совет народных депутатов            | 46            | смешанная (23 проп. + 23 маж.) |           | 66,39 % | В. А. Петров «Единая Россия»       | Д. Г. Кузьмин «Единая Россия»       |
| 12 | Ростовская область        | Выборы в Законодательное собрание            | 60            | смешанная (30 проп. + 30 маж.) |           | 45,43 % | А. В. Ищенко «Единая Россия»       | И. В. Рукавишникова «Единая Россия» |
| 13 | Смоленская область        | Выборы в областную думу                      | 48            | смешанная (24 проп. + 24 маж.) |           | 23,67 % | И. В. Ляхов «Единая Россия»        | С. Д. Леонов ЛДПР                   |
| 14 | Ульяновская область       | Выборы в Законодательное собрание            | 36            | смешанная (18 проп. + 18 маж.) |           | 40,31 % | В. В. Малышев «Единая Россия»      | С. Н. Рябухин «Единая Россия»       |
| 15 | Ярославская область       | Выборы в областную думу                      | 50            | смешанная (25 проп. + 25 маж.) |           | 29,27 % | А. Д. Константинов «Единая Россия» | Н. В. Косихина «Единая Россия»      |
| 16 | Ненецкий автономный округ | Выборы в Собрание депутатов                  | 19            | смешанная (11 проп. + 8 маж.)  |           | 35,96 % | А. И. Лутовинов «Единая Россия»    | Р. Ф. Галушина «Единая Россия»      |

Цвета партий на диаграммах результатов
| За правду КПРФ Справедливая Россия | Зелёная альтернатива Яблоко Партия пенсионеров | Партия социальной защиты Новые люди Единая Россия | ЛДПР Родина самовыдвижение |

## Выборы в столицах субъектов федерации

### Выборы глав столиц субъектов
| № | Муниципальное образование                            | Выборы                 | Предыдущий глава | врио главы                                                          | Избран            | Процент голосов | Явка    |
| - | ---------------------------------------------------- | ---------------------- | --- | ------------------------------------------------------------------- | ----------------- | --------------- | ------- |
| 1 | Город Якутск (Якутия)                                | Досрочные выборы главы | А. С. Николаев 15 марта 2012 — 28 мая 2018 (досрочная отставка в связи с назначением главой Республики Саха, срок истекал в сентябре 2022) | П. С. Ефремов 28 мая — 23 июля 2018 Д. Д. Садовников с 23 июля 2018 | С. В. Авксентьева | 39,98 %         | 44,06 % |
| 2 | Город Абакан (Хакасия)                               | Выборы главы           | Н. Г. Булакин 23 мая 1995 — 11 сентября 2018                                                                                               | —                                                                   | Н. Г. Булакин     | 77,63 %         | 35,44 % |
| 3 | Городской округ «Город Хабаровск» (Хабаровский край) | Выборы мэра            | А. Н. Соколов 4 октября 2000 — 20 сентября 2018                                                                                            | —                                                                   | С. А. Кравчук     | 39,97 %         | 31,69 % |
| 4 | Город Томск (Томская область)                        | Выборы мэра            | И. Г. Кляйн 17 октября 2013 — 17 октября 2018                                                                                              | —                                                                   | И. Г. Кляйн       | 52,79 %         | 19,82 % |

### Парламенты столиц субъектов
| №  | Наименование парламента                                                     | Депу- татов | Избирательная система            | Выборы                                                                             | Явка    |
| -- | --------------------------------------------------------------------------- | ----------- | -------------------------------- | ---------------------------------------------------------------------------------- | ------- |
| 1  | Совет народных депутатов муниципального образования «Город Майкоп» (Адыгея) | 30          | смешанная (20 проп. + 10 маж.)   | Выборы в Совет народных депутатов муниципального образования «Город Майкоп» (2018) | 21,86 % |
| 2  | Якутская городская дума (Якутия)                                            | 30          | смешанная (15 проп. + 15 маж.)   | Выборы в Якутскую городскую думу (2018)                                            | 44,29 % |
| 3  | Хурал представителей города Кызыла (Тыва)                                   | 26          | смешанная (13 проп. + 13 маж.)   | Выборы в Хурал представителей города Кызыла (2018)                                 | 51,44 % |
| 4  | Совет депутатов города Абакана (Хакасия)                                    | 29          | смешанная (15 проп. + 14 маж.)   | Выборы в Совет депутатов города Абакана (2018)                                     | 35,56 % |
| 5  | Красноярский городской совет депутатов (Красноярский край)                  | 36          | смешанная (18 проп. + 18 маж.)   | Выборы в Красноярский городской совет депутатов (2018)                             | 23,35 % |
| 6  | Архангельская городская дума (Архангельская область)                        | 30          | смешанная (15 проп. + 15 маж.)   | Выборы в Архангельскую городскую думу (2018)                                       | 26,91 % |
| 7  | Белгородский городской совет (Белгородская область)                         | 39          | смешанная (12 проп. + 27 маж.)   | Выборы в Белгородский городской совет (2018)                                       | 21,25 % |
| 8  | Волгоградская городская дума (Волгоградская область)                        | 36          | смешанная (18 проп. + 18 маж.)   | Выборы в Волгоградскую городскую думу (2018)                                       | 24,10 % |
| 9  | Дума Великого Новгорода (Новгородская область)                              | 30          | смешанная (15 проп. + 15 маж.)   | Выборы в Думу Великого Новгорода (2018)                                            | 24,09 % |
| 10 | Рязанская городская дума (Рязанская область)                                | 40          | смешанная (20 проп. + 20 маж.)   | Выборы в Рязанскую городскую думу (2018)                                           | 21,87 % |
| 11 | Екатеринбургская городская дума (Свердловская область)                      | 36          | смешанная (18 проп. + 18 маж.)   | Выборы в Екатеринбургскую городскую думу (2018)                                    | 26,66 % |
| 12 | Тюменская городская дума (Тюменская область)                                | 36          | смешанная (▼10 проп. + ▲26 маж.) | Выборы в Тюменскую городскую думу (2018)                                           | 43,02 % |

## Карта

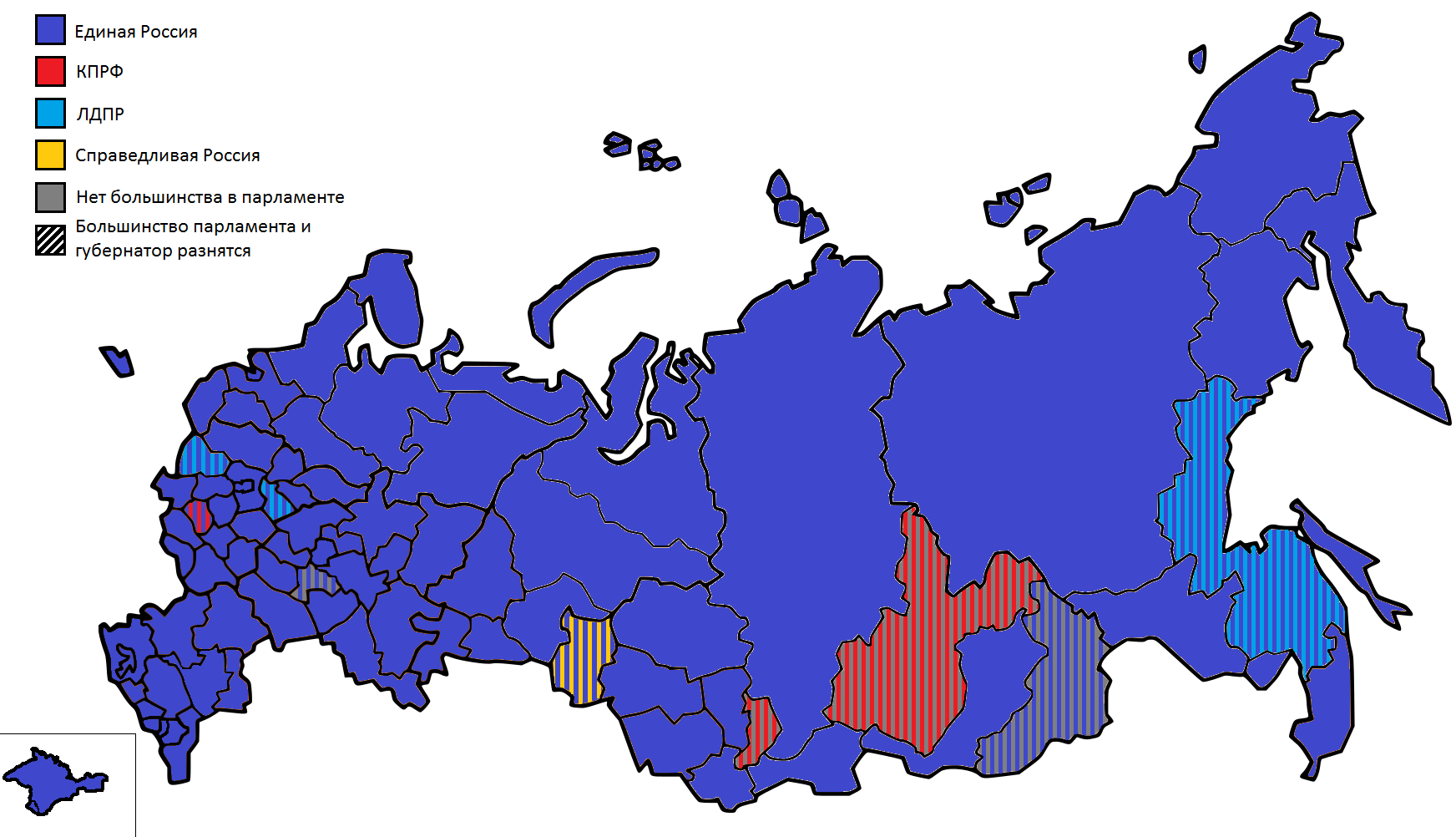
Карта партийной принадлежности губернаторов и партий с большинством в региональных парламентах после выборов в сентябре 2018 года.